# Widget: un alieno per amico
Widget: un alieno per amico (Widget) è una serie televisiva a cartoni animati prodotta da Kroyer Films, Zodiac Entertainment e Calico Creations. Le animazioni sono state sviluppate dallo studio sudcoreano Sei Young Animation.
La serie animata si prefigge come obiettivo quello di illustrare i rischi dovuti all'inquinamento ambientale e perciò viene spesso comparata alle più famose serie Capitan Planet e i Planeteers e Toxic Crusaders.
In Italia la serie è stata trasmessa in prima TV su Canale 5 nel 1993. Lo show è stato anche trasmesso per la televisione in: Stati Uniti, Guam, Canada, Cile, Islanda, Svezia, Regno Unito, Irlanda, Francia, Germania, Polonia, Grecia, Estonia, Russia, Israele, Arabia Saudita, Emirati Arabi Uniti, Corea del sud, Malesia, Singapore, Brunei, Filippine, Sudafrica, Namibia, Zimbabwe, Eswatini, Australia e Nuova Zelanda.
La serie animata ha avuto un corrispettivo a fumetti, pubblicato in Italia sul Corriere dei Piccoli.

## Trama
Kevin, Brian e Zanilla sono tre piccoli fratelli che hanno a cuore la tutela dell'ambiente, proteggendolo da chi o che cosa vuole saccheggiarlo e danneggiarlo. Ad aiutare il piccolo trio sopraggiungono dallo spazio l'extraterrestre viola Widget, in grado di cambiare la sua forma in qualsiasi oggetto, e il suo assistente Megacervello.
Tra i nemici ricorrenti spicca Mega Slank, pirata spaziale, che ha come obiettivi il rapimento di specie animali in rischio d'estinzione per farne parte di un proprio safari e il prelevamento di monumenti per rivenderli a ricchi acquirenti alieni.

## Personaggi

### Eroi
- Widget: il protagonista della serie, un coraggioso ed eroico alieno color rosa-viola.
- Megacervello: assistente di Widget, con una testa rosa e due mani.
- Brian: un ragazzo, amico di Widget.
- Kevin: fratello di Brian e Zanilla
- Zanilla: sorella di Brian e Kevin
- Tempestino: il cugino custode di Widget

### Cattivi
- Ratchet: il gemello malvagio di Widget
- Bachisio (Doctor Dante): lo scienziato cattivo, antagonista terrestre della serie
- Mega Slank: altro antagonista della serie, ma di origine extraterrestre

## Doppiaggio
| Personaggio              | Doppiatore originale | Doppiatore italiano |
| ------------------------ | -------------------- | ------------------- |
| Widget                   | Russi Taylor         | Davide Garbolino    |
| Megacervello             | Jim Cummings         | Diego Sabre         |
| Brian                    | Kath Soucie          | Veronica Pivetti    |
| Kevin                    | Dana Hill            | Claudio Moneta      |
| Tempestino               | Tress MacNeille      | Veronica Pivetti    |
| Banchisio (Doctor Dante) | Jim Cummings         | Antonio Paiola      |
| Zanilla                  | Tress MacNeille      | Grazia Migneco      |

## Lista episodi

### Stagione 1
- 01 - Widget e le balene (Widget to the Whale Relief)
- 02 - Kona, l'orca prigioniera (The Captive Whale)
- 03 - L'adozione del gorilla (My Miriend the Gorilla)
- 04 - Widget in the Jungle
- 05 - Widget to the Country without Over Under
- 06 - Widget and the Monster
- 07 - Widget Rock Musician Cosmic
- 08 - Blueberry and Berthold
- 09 - Formica gigante (The Gigantc Ants)
- 10 - Widget and the Robots
- 11 - Widget Takes the Investigation
- 12 - The Storm in the Jungle
- 13 - The Vacation of Mom Slank

### Stagione 2
- 01 - Widget and the Vampire
- 02 - Widget in the School
- 03 - A Crown for the Brain
- 04 - Adventure in Mediterranean
- 05 - The King Mac Bluff
- 06 - Mega Slank
- 07 - Widget and the Indian
- 08 - Which Movie?
- 09 - Very Special Glasses
- 10 - When One Talks about the Wolf
- 11 - Robot Zouc
- 12 - Rock around the Galaxy
- 13 - African Adventure
- 14 - The Big Heads
- 15 - Brain Washing
- 16 - All is not Good to Throw
- 17 - The Magic Ray
- 18 - Widget to the School
- 19 - The Glacier Thieves
- 20 - Let Us Save the Planet Lotec
- 21 - Rackletland
- 22 - The Universal Language
- 23 - The Three Ghosts
- 24 - The Magic Mirror
- 25 - Where is the Drama?
- 26 - The Rain Forest
- 27 - The Trip in the Time
- 28 - The Gallery Galériens
- 29 - Forage Them and the Foxes
- 30 - The Micronauts
- 31 - Rich of Wood
- 32 - The Scrabouligou
- 33 - The Abominable Urg
- 34 - Ghost Histories
- 35 - Chaos to Calico
- 36 - The Forest People
- 37 - Half Portion
- 38 - Income
- 39 - The Big Barrier of Coral
- 40 - Selling Intergalactic Cheap

### Stagione 3
- 01 - The Party
- 02 - Mega Brain is at the Party
- 03 - A Strange Adventure
- 04 - Strange
- 05 - Widget and His Double
- 06 - The Big Intergalactic Circus
- 07 - he Aero-Bull
- 08 - Travel to the Library
- 09 - The Big Pursuit
- 10 - The Rock to Vows
- 11 - The Candies to Nothing
- 12 - The Intergalactic Fight